# Variabler Brettkanker

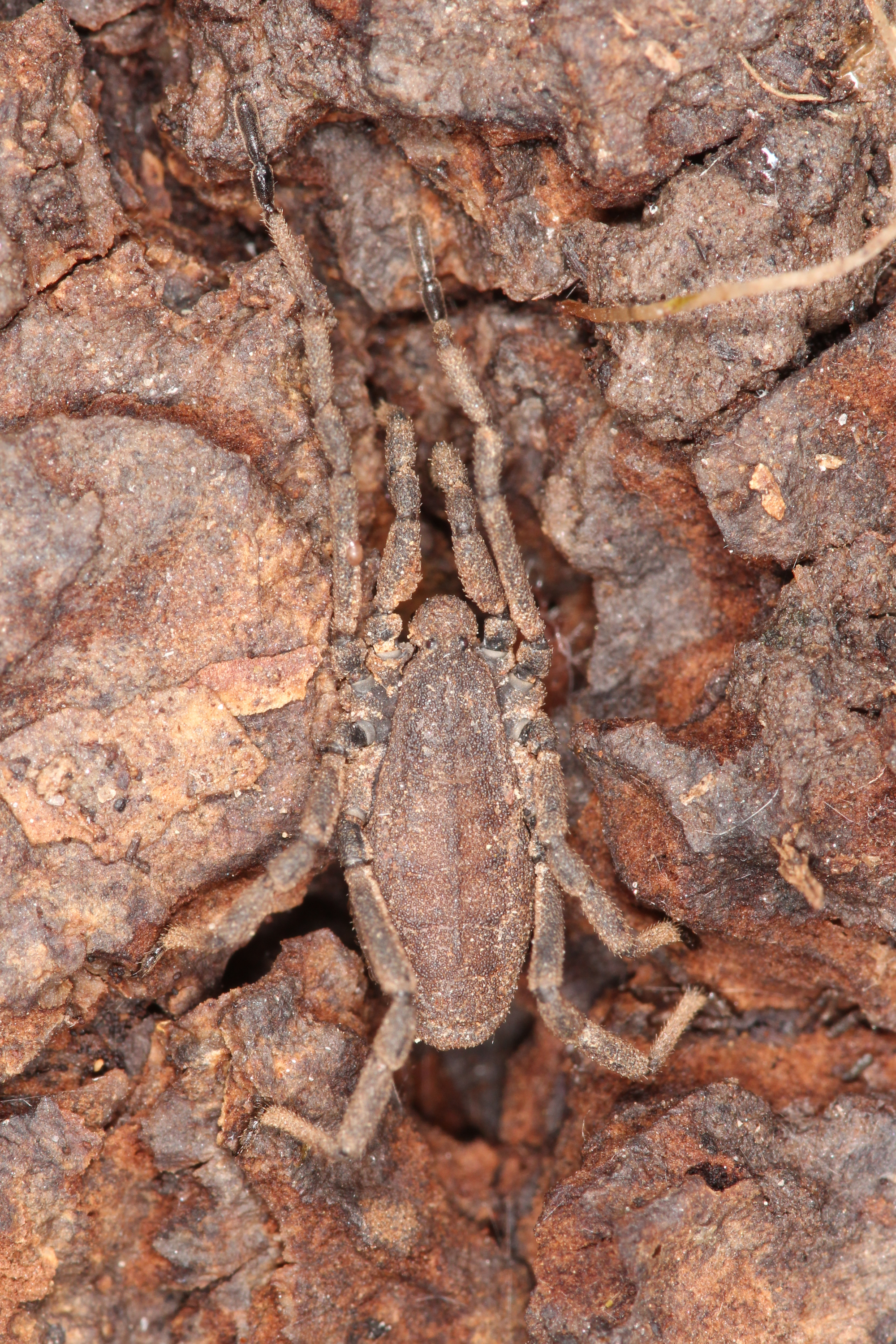
Ein relativ helles Exemplar aus Deutschland

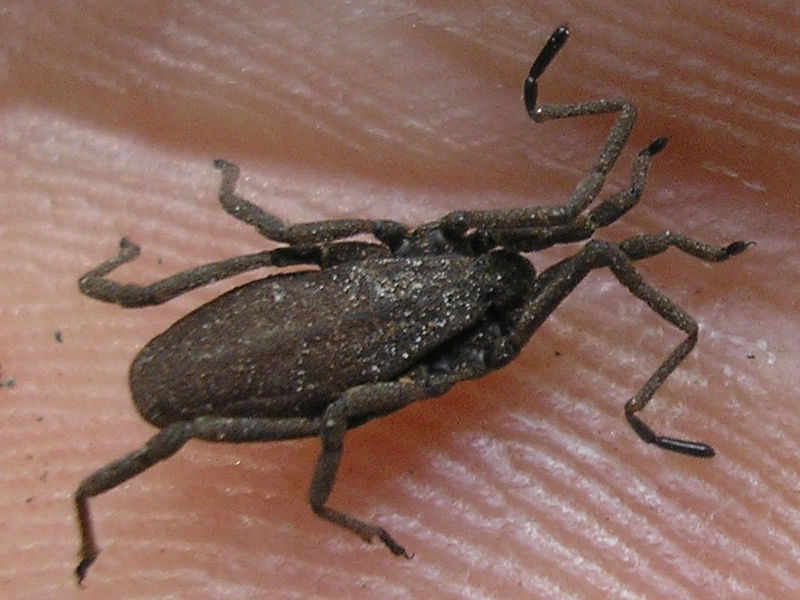
Ein Exemplar aus den Niederlanden

Der Variable Brettkanker (Trogulus nepaeformis), auch Mittlerer Brettkanker genannt, ist eine Art der zu den Weberknechten gehörenden Brettkanker und in Europa verbreitet. Da die Art die bekannteste heimische Art der Familie ist, wird sie häufig auch nur als Brettkanker bezeichnet – es gibt jedoch noch weitere heimische Arten aus der Gattung.

## Merkmale
Der flache Körper ist einfarbig braun gefärbt und 6 bis 9 mm lang. Vorne auf dem schildförmigen Körper sitzen die Augen. Im Vergleich mit den meisten anderen Weberknechten sind die Beine relativ kurz. Bei Schäden an den Beinen können diese abgeworfen werden und sich regenerieren (Autotomie). Die Art tarnt sich häufig dadurch, dass sie Erdklümpchen an ihren Körper anheftet.

## Ähnliche Arten
In Mitteleuropa gibt es eine Reihe weiterer Brettkanker-Arten aus der Gattung Trogulus, beispielsweise den Kleinen Brettkanker (Trogulus tricarinatus), den Verkannten Brettkanker (Trogulus closanicus), den Großen Brettkanker (Trogulus tingiformis), Martens Brettkanker (Trogulus martensi), Trogulus cisalpinus und Trogulus falcipenis. Die letzten beiden Arten kommen jedoch nur in den Alpen und nicht in Deutschland vor. Trogulus cisalpinus ist in Mitteleuropa aus der Schweiz und aus Österreich bekannt, Trogulus falcipenis nur aus Österreich. In Südeuropa gibt es noch zahlreiche weitere Arten der Gattung.

## Verbreitung und Lebensraum
Über das genaue Verbreitungsgebiet ist wenig bekannt. Nachweise der Art gibt es aber aus dem Nordwesten der Iberischen Halbinsel, den Pyrenäen, Frankreich, Belgien, Luxemburg, den Niederlanden, der Schweiz, Deutschland mit Ausnahme des Nordens, Österreich, dem italienischen, slowenischen und kroatischen Teil der Alpen und angrenzender Gebirgsregionen, Polen, Tschechien, der Slowakei und Ungarn. Eventuell ist die Art auch weiter Südosteuropa verbreitet und lebt hier bis nach Albanien, Nordmakedonien und Bulgarien.
Der Variable Brettkanker lebt in feuchten, dunklen Laubwäldern mit gleichmäßiger Bodenfeuchtigkeit, insbesondere in solchen mit Buchen und Eichen. Hier findet er sich in der Bodenstreu, Mulmschicht, im Moos, an und unter Rinde von Fallholz sowie unter Steinen und anderer Bodenauflage. Infolge der Zerstörung vieler ursprünglicher, naturnaher Wälder, vor allem der Ausräumung des Waldbodens, gilt die Art als gefährdet und ist daher geschützt. Ihr Vorkommen ist meist ein Indiz für naturnahe Verhältnisse.

## Lebensweise
Die flache Körperform begünstigt die spaltenbewohnende Lebensweise. Eine zusätzliche Tarnung verleiht der Art die Verkrustung ihrer Körperoberfläche mit Erde oder Mulm. Dadurch sind sie nur sehr schwer erkennbar, zumal sie sich nur träge und langsam bewegen. Bei Gefahr stellen sie sich tot. Trotz ihrer langsamen Fortbewegungsweise ernähren sich Brettkanker räuberisch. Als Beute werden Schnecken verzehrt, die mit den Cheliceren gepackt und ausgefressen werden. Adulte Tiere findet man zu allen Jahreszeiten. In ihrer Lebensweise ähneln die Brettkanker den Schneckenkankern, die ebenfalls in kühlen und feuchten Wäldern leben und sich von Schnecken ernähren. In Mitteleuropa sind die Arten beider Familien auch nur selten zu finden und durch Lebensraumzerstörung gefährdet.

## Taxonomie
Die Art wurde 1763 von Giovanni Antonio Scopoli als Acarus nepaeformis erstbeschrieben.